# خليفة لو (نمين)
خليفة لو هي قرية في مقاطعة نمين، إيران. عدد سكان هذه القرية هو 457 في سنة 2006.